# IEEE 802.8
IEEE 802.8 — стандарт связи, для локальной сетевой коммуникации в волоконно-оптической среде. Целью работы Технической консультативной группы по волоконной оптике являлось создание сетевого стандарта передачи данных в волоконно-оптической среде, например, как в FDDI.
Стандарт входит в группу стандартов IEEE 802.
Рабочая группа IEEE 802.8 в настоящий момент является расформированной.